# Przerwa (dopływ Łosośny)
Przerwa – struga płynąca na terenie gmin Kuźnica i Sokółka w woj. podlaskim, prawy dopływ Łosośny. Ujście cieku do rzeki Łosośna znajduje się na terenie wsi Popławce. Trasa cieku przebiega przez miejscowości: Klimówka (źródła), Bilminy, Palestyna, Tołoczki Wielkie, Walenkowo, Popławce. W Powstaniu Styczniowym jeden z polskich oddziałów uformował się w okolicy Poniatowicz na bagnistym, zarośniętym terenie, zw. Walenkowo, nad rz. Przerwą, wpadającą do Łosośny. Powstańcy, w większości z okolicznych dworów i wsi szlacheckich, przebywali w bazie na bagnach na tzw. Czerwonym Grudzie do 15.10.1863 r., do czasu ich wytropienia i okrążenia przez Moskali (gdy łąki i bagna podeschły), a następnie ich likwidacji po krwawej potyczce, ze stratami po obu stronach.
Na linii osi rzeki Przerwa stał w dniach 11-23 września 1920 r. front pozycyjny bitwy niemeńskiej.